# 尖棱甲螨属
尖棱甲螨属（学名：Ceratozetoides）为尖棱甲螨科的一个属。

## 下级分类
本属包括以下物种：
- Ceratozetoides maximus